# Zhu Yu (autor)
Zhu Yu (chinês: 朱彧, Wade–Giles: Chu Yü) foi um autor na dinastia Sung chinesa (960-1279 d.C). Ele viveu recluso em Huang Gang (黄岗), na província de Hubei. Entre 1111 e 1117, Zhu Yu escreveu o livro Pingzhou Ketan (萍洲可談; Conversas de mesa em Pingzhou), publicado em 1119. A obra cobria uma ampla variedade de temáticas marítimas na China de seu tempo. Seu grande conhecimento sobre combates marítimos, tecnologias e práticas teriam vindo de seu pai, Zhu Fu, um superintendente portuário mercante em Cantão de 1094 até 1099, a partir de onde foi elevado ao status de governador e servido na função até 1102.